# القلعة التركية الإيطالية
القلعة التركية الإيطالية في مدينة قصر ليبيا الأثرية في الجبل الأخضر بليبيا.
بنيت هذه القلعة في أوائل القرن العشرين ابان فترة الاحتلال التركي لبرقة، حيث تم تأسيسها لتكون مقرا لحكم الأتراك بغرض تحصيل الضرائب من السكان المحليين، وكانت عندما بنيت ذات حجم صغير وبحامية تتكون من ضابط صف وعشرة جنود أتراك. ويرجح أن تطون أجزاء من الأحجار التي بنيت بها القلعة قد جلبت من موقع أثري في منطقة قصر ليبيا «(ثيودورياس)» الأثرية.
وفي العام 1913 عندما احتل الإيطاليون توكرة قاموا بتوسعة القلعة وإضافة مجموعة من التغييرات عليها كما تم بناء برج خاص بها. كما شهدت القلعة إعدام ليبيين ابان الاحتلال الإيطالي للبلاد. وأثناء الحرب العالمية الثانية احتلتها القوات الأسترالية ثم طردت منها لتقيم بها القوات الألمانية والإيطالية حتى استولى عليها الحلفاء في العام 1943 لتستعملها الإدارة العسكرية البريطانية المنطقة.
وبعد استقلال البلاد وفي أواخر الستينيات صارت تابعة لمرفق الآثار وحاليا تعد من الأماكن السياحية في توكرة.